# Eduardo Paret
Eduardo Paret Pérez (23 de outubro de 1972) é um jogador de beisebol cubano.

## Carreira
Eduardo Paret foi campeão olímpico nas Olimpíadas de 1996 e 2004. Também consquistou medalha de prata nos Jogos Olímpicos de 2008.